# Irene Schuck
Irene Schuck (* 1960 in Salzburg) ist eine deutsche Autorin und Hörspielregisseurin.

## Leben
Irene Schuck wuchs in München und Berlin auf. Parallel zu ihren Abiturprüfungen hospitierte sie an den Münchner Kammerspielen unter Dieter Dorn, studierte dann aber Philosophie an der Hochschule für Philosophie München. Dort wurde ihr 1988 der Alfred-Delp-Förderpreis für ihre Magisterarbeit zum Thema „Mitmenschlichkeit in Martin Heideggers 'Sein und Zeit'“ verliehen. Bereits 1984 war sie zu Dieter Hasselblatt in die Hörspielredaktion des Bayerischen Rundfunks gekommen. Hier arbeitete sie einige Jahre als Regieassistentin und Lektorin, bis sie 1987 zum ersten Mal selber Regie führte. Seitdem hat Schuck eine Vielzahl von Produktionen für deutsche Rundfunksender sowie den ORF inszeniert.

## Regiearbeiten (Auswahl)
- 1987: Walter Ruttmann – der Visionär bewegter Rhythmen – Autor: Jeanpaul Goergen
- 1987: Neigungsgefälle – Autorin: Katharina Riese
- 1988: Ein paar Sachen von Irene – Autorin: Ingrid Mylo
- 1988: Fluchtmotiv – Autor: Klaus Hirtner
- 1989: Nach dem Kirchgang – Autor: Jürgen Wellbrock
- 1990: Lange bevor es passierte – Autor: Michael Gaida
- 1990: Tagträumer – Autor: William Mastrosimone
- 1990: Kinderleichenträume – Autor: Johannes Prokopetz
- 1991: Expertengespräch – Autor: Bernd Cailloux
- 1991: Das Mittagessen – Autor: Karl-Heinz Bölling
- 1992: Der Brief – Autor: Heinrich Oelze
- 1992: Eine Jüdin für Charles Allen – Autorin: Irene Dische
- 1993: Fotografien – Autorin: Agnieszka Lessmann
- 1993: Mauszeit – Autor: Peter Mohr
- 1994: Und was sagt der Hund? – Autor: Karl-Heinz Bölling
- 1994: Giftige Lügen – Autor: Ingvar Ambjørnsen
- 1995: Die Hochzeit der Hüte – Autorin: Friederike Mayröcker
- 1995: Fromme Lügen – Autorin: Irene Dische
- 1996: Schweres Geschütz – Autorin: Liza Cody
- 1996: Feuerengel – Autor: Robert Bloch
- 1997: Der Zimmerspringbrunnen – Autor: Jens Sparschuh
- 1998: Endstation – Autor: John le Carré
- 1998: Ein fatales Fräulein – Autor: Patrick Quentin
- 1998: Die Ahnung – Autor: Emmanuel Bove
- 1999: Der Tee der drei alten Damen – Autor: Friedrich Glauser
- 2000: Angriff auf Anne – Autor: Martin Crimp
- 2000: Schwester, lieb Ophelia – Autor: Hans Lucke
- 2001: Fegefeuer in Ingolstadt – Autorin: Marieluise Fleißer
- 2002: Kaltblütig – Autor: Truman Capote
- 2002: Gastspiele mit Meerblick – Autor: Ingomar von Kieseritzky
- 2003: Der Mord an Suzy Pommier – Autor: Emmanuel Bove
- 2004: Das Leben in Fragen und Antworten – Autor: Anton Tschechow
- 2005: Kino – Autor: Silvio Huonder
- 2006: Ein Bär will nach oben – Autor. William Kotzwinkle
- 2007: Der Kammerjäger – Autor: Bill Fitzhugh
- 2007: Innere Sicherheit – Autorin: Christa von Bernuth
- 2008: Abgesoffen – Autor: Carlos Eugenio López
- 2009: Treffen sich zwei – Autorin: Iris Hanika
- 2010: Schöne Künste – Autor: Ingomar von Kieseritzky
- 2010: Kleiner Mann – was nun? – Autor: Hans Fallada
- 2011: Ludwigshöhe – Autor: Hans Pleschinski
- 2012: Alles inklusive – Autorin: Doris Dörrie
- 2013: Monster – Autor: David Greig
- 2014: Am Rand der Catskills – Autor: Håkan Nesser
- 2014: Ein Hologramm für den König – Autor: Dave Eggers
- 2015: Elf Leben – Autor: Mark Watson
- 2015: Die Überfahrt – Autorin: Alice Munro
- 2021: Dankbarkeiten (Romanbearbeitung) – Autorin: Delphine de Vigan

## Auszeichnungen
- 1990: Hörspiel des Monats Februar für Lange bevor es passierte
- 1990: Hörspiel des Monats März für Tagträumer
- 1995: Hörspiel des Monats Juli für Fromme Lügen
- 2021: Hörspiel des Monats Juli für Dankbarkeiten